# Guiu Terrena
Guiu Terrena (c.1270 Perpiñán; 1342),  también llamadoGuido Terreni y Guy de Perpiñán, fue un Carmelita, canonista y filósofo escolástico catalán.

## Vida
Fue discípulo de Godofredo de Fontaines, y maestro de John Baconthorpe. Fue Prior General de la Orden de Carmelitas en 1318,obispo de Mallorca, y obispo de Elna. Como obispo de  Elna se opuso a Adhémar IV de Mosset.
Firme partidario del aristotelismo, dio clases en Avignon.

## Obras
Fue un defensor temprano de la infalibilidad papal. Se cree que el concepto de infalibilidad papal apareció por primera vez en una obra relativa al conflicto entre el Papa Juan XXII (1316–34) y los Franciscanos Espirituales. Se dice que adaptó su doctrina a las necesidades papales, más que crearla de manera original y antes de 1328.
Fue un miembro destacado del pequeño grupo de los defensores de la infalibilidad en la corte del Papa Juan XXII. Su posición sobre la infalibilidad papal anticipó de manera tan cerana la doctrina del Concilio  Vaticano I que según la opinión de B.M. Xiberta, el estudioso carmelita que editó la obra de Terrena, "si la hubiera escrito después del Concilio Vaticano I hubiera tenido que cambiar sólo algunas palabras".
Fue uno de los oponentes a las ideas de Arnau de Vilanova sobre el Anticristo; y fue de los que designaron a Joaquín de Fiore como hereje. Se le solicitó, junto a Pedro de la Palud, que informara sobre los escritos apocalípticos de Petrus Iohannis Olivi.
Escribió comentarios sobre Aristóteles: Sobre Acerca del alma, la Ética nicomáquea, la Metafísica, y la Física.
Otras obras destacables son los Errores Sarracenorum contra el Islam, una Summa de haresibus y un comentario al Decretum commentary.